# Giuseppe Antonio Landi
Giuseppe Antonio Landi (Bologna, 1713 – Belém, 22 giugno 1791) è stato un architetto, pittore e disegnatore italiano, attivo in Brasile, dove realizzò numerosi edifici tardo-barocchi nella provincia amazzonica, caratterizzando l'immagine urbana della città di Belém.

## Biografia

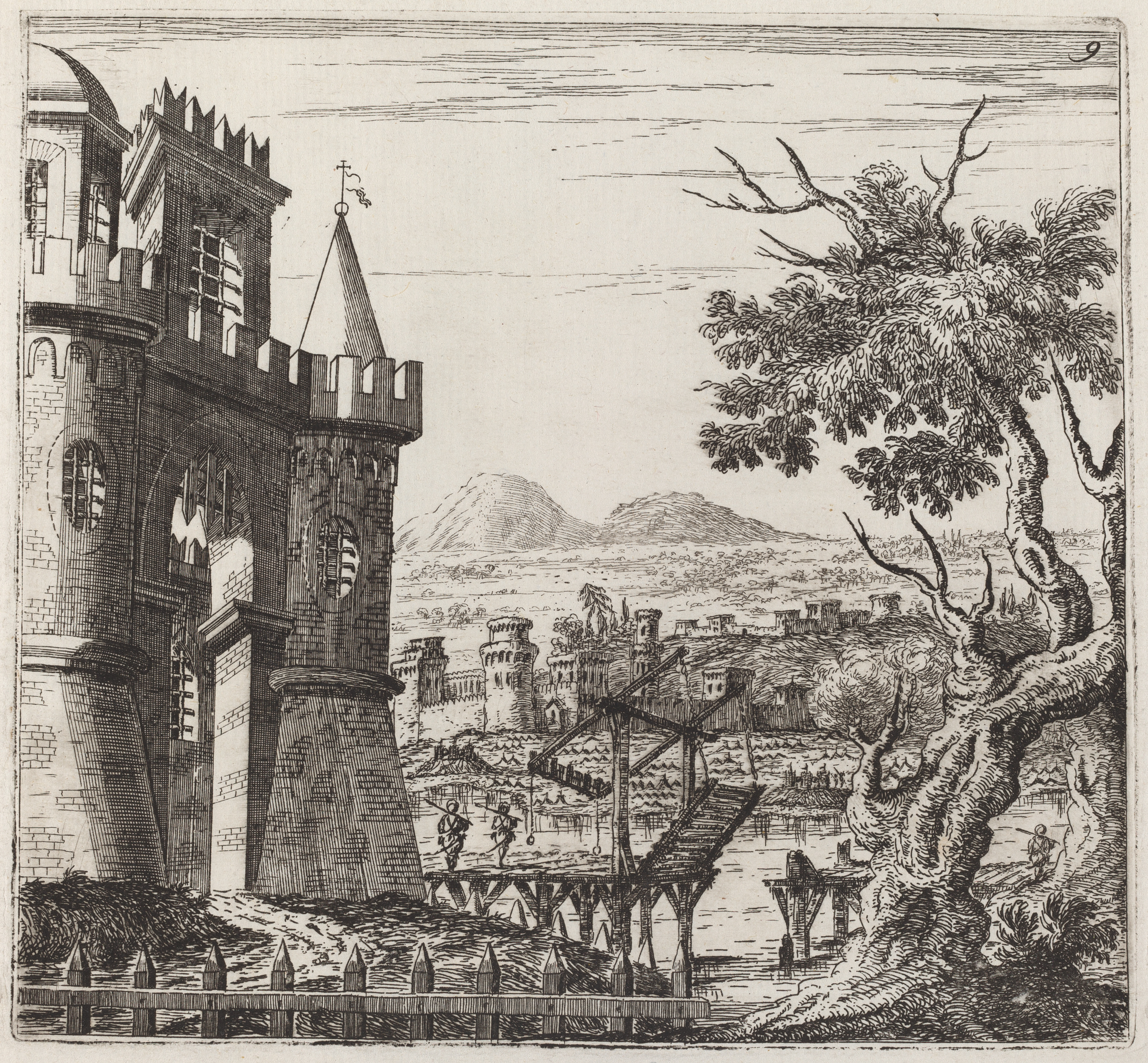
Incisione giovanile di Landi, National Gallery di Washington

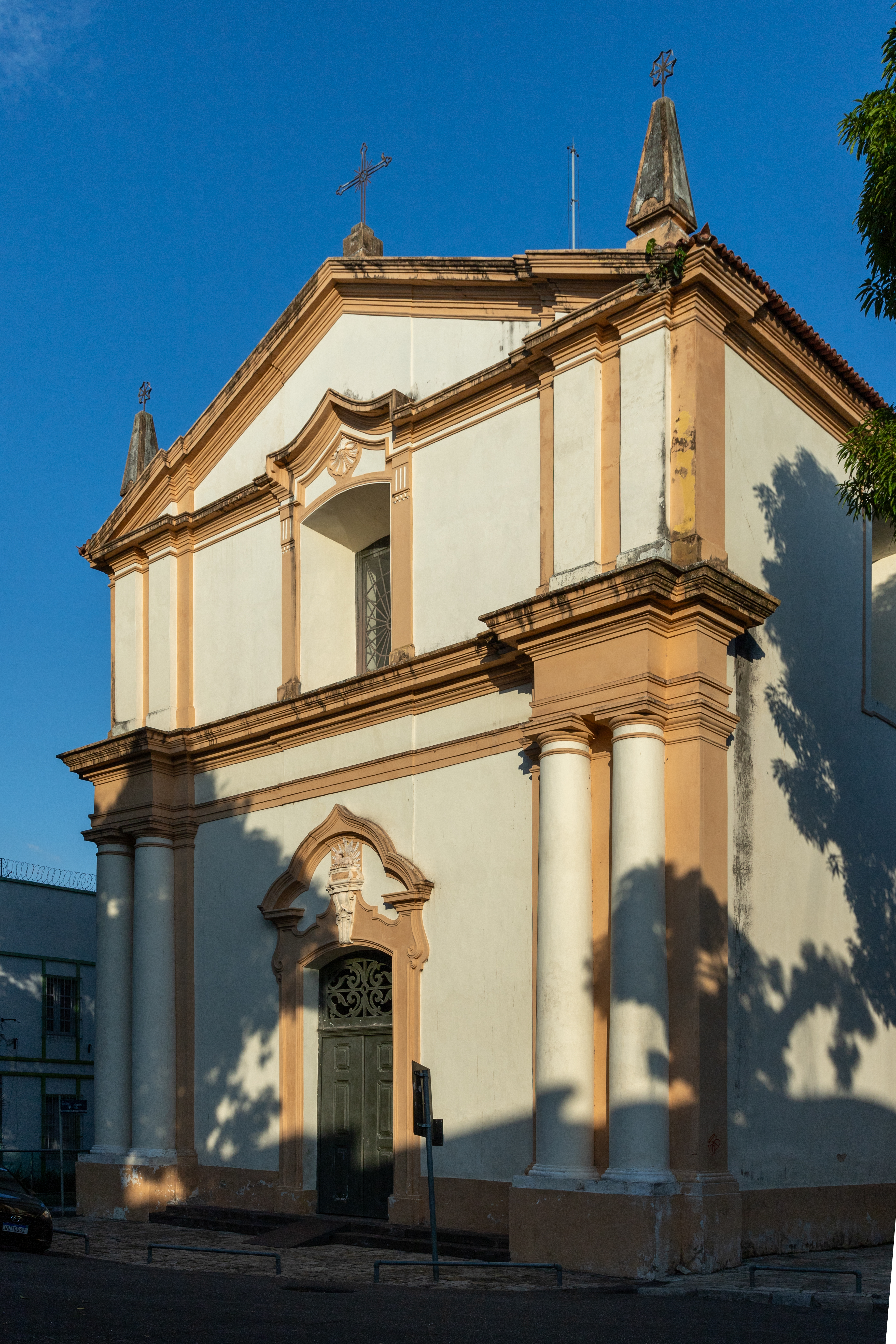
Facciata della chiesa di San Giovanni Battista a Belém

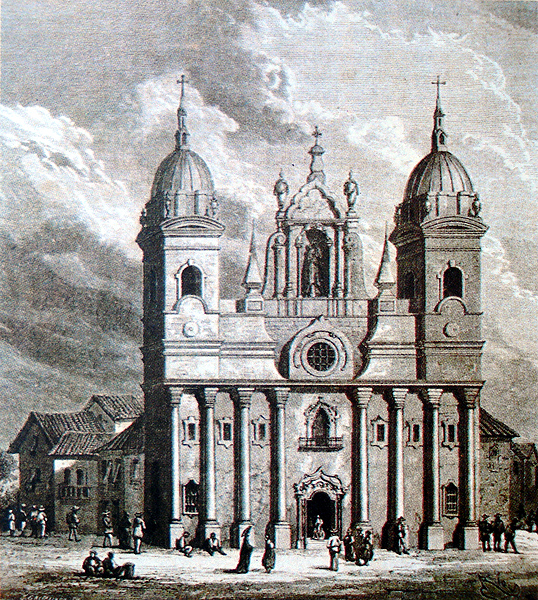
Facciata della cattedrale di Belém prima delle alterazioni

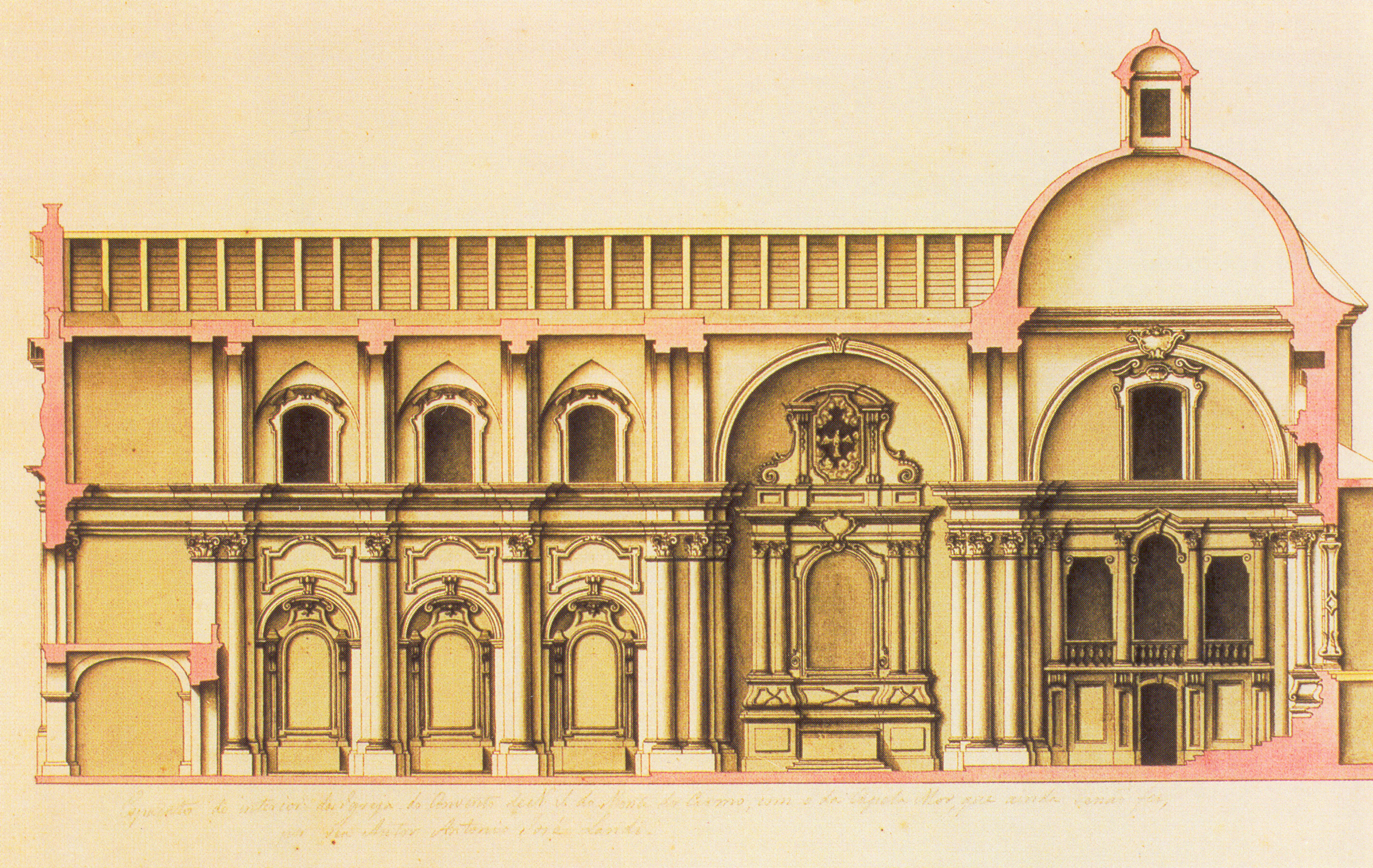
Disegno di progetto di Landi per la chiesa di Nostra Signora del Monte Carmelo a Belém

Figlio di un importante medico bolognese ebbe una completa formazione artistica presso l'Accademia Clementina e fu allievo di Ferdinando Galli Bibiena. All'interno dell'accademia giunse, anche se giovane, a diventare docente. 
La sua attività cominciò a Bologna come disegnatore e incisore d'architettura e negli '40 del secolo dette alle stampe la "Raccolta di alcune facciate di palazzi e cortili de più ragguardevoli di Bologna" (pubblicato a Bologna dall'editore Lelio della Volpe) e il libricino "Disegni di architettura tratti per lo più da fabbriche antiche". Sua la maggior parte delle tavole del volume "Metropolitana di Ravenna" (Bologna 1748), dato alle stampe dall'architetto Buonamici a conclusione dei contestati lavori di rifacimento della chiesa. Altre scenografie incise si trovano oggi alla National Gallery di Washington.
Progettò il rinnovamento delle chiese di S. Agostino e di S. Francesco a Cesena, conducendo i lavori del primo periodo dei lavori fino alla sua partenza per il Portogallo nell'estate del 1750.
Infatti in quell'anno accettò di far parte, in qualità di disegnatore, della commissione internazionale che avrebbe dovuto tracciare i confini divisori fra i possedimenti portoghesi e quelli spagnoli nell'America del Sud.  Partì per Lisbona dove restò più del previsto, realizzando un album di disegni che donò al re Don José, oggi presso la British Library di Londra, in cui rappresentava il progetto di pantheon della monarchia portoghese, mai realizzato.
Arrivò in Brasile solo nel 1753 e partecipò a spedizioni nell'alto Rio Negro fino a Barcelos, maturando una passione per le osservazioni scientifiche e raccogliendo i materiali successivamente utilizzati nella stesura, intorno al 1773, della raccolta manoscritta "Descrizione di varie piante, frutti, animali, passeri, pesci, biscie, rasine e altre simili cose, che si ritrovano in questa capitania del Gran Pará", che sperava di far pervenire all'Università di Bologna.
Quando i lavori della commissione incaricata del tracciamento dei confini furono interrotti, Landi spinto dalle autorità locali che combinarono per lui un matrimonio con una ricca ragazza, decise di rimanere in America come architetto reale, lavorando per il governatori, per il Comune di Belém, per i vescovi della diocesi, per i principali ordini religiosi e per i proprietari benestanti della regione. Realizzò molti progetti specialmente di carattere religioso, inizialmente per le chiese parrocchiali della regione amazzonica per le quali progettò anche gli altari e le pitture di quadratura delle cappelle, quasi tutte perdute. 
La maggior parte degli interventi architettonici riguardarono la capitale Belém, dove infine si stabilì.
Fu anche ufficiale della fanteria ausiliaria della Corona portoghese e iniziò anche alcune attività imprenditoriali: una fornace di vasellame e un'azienda agricola.
Morì dopo un malore avuto dopo un'ultima spedizione nella giungla e un nuovo soggiorno a Barcelos.
Il linguaggio architettonico di Landi seppe coniugare il tardo barocco con la nuova tendenza alla semplificazione classicista tipica della sua formazione italiana.
Di molti progetti sono conservati i dettagliatissimi disegni di progetto di mano dell'architetto, così come di diversi progetti non realizzati o di edifici costruiti ma che non si sono conservati.

## Opere
- Completamento della Cattedrale metropolitana di Belém per la quale progettò anche la facciata (poi alterata nel XIX secolo).
- Interni della Chiesa di Nostra Signora del Monte Carmelo (1762-1766).
- Ospedale Reale a Belém, costruito recuperando un palazzetto preesistente.
- Collegio di Sant'Alessandro.
- Palazzo dei Governatori a Belém (dal 1759). Si tratta dell'opera meglio documentata; di esso esistono, oltre a due progetti non realizzati altri due album con dei disegni dettagliati del progetto finale, donati dall'artista al re e al governatore dello Stato.[2]
- Chiesa di San Giovanni Battista a Belém, di piccole dimensioni e a pianta centrale, dove sembra sia stato tumulato.
- Chiesa di Sant'Anna a Belém, (1762-1782).
- Chiesa di Nostra Signora della Misericordia a Belém, la cui facciata è caratterizzata da due torri laterali, come quella della cattedrale; un elemento caratterizzante delle architetture di Landi.
- Palazzo Antonio Lemos (Belém).
- Chiesa parrocchiale di San Giovanni Battista a Cametá.
- Chiesa parrocchiale di di Igarapé-Mirim.
- Chiesa parrocchiale di Gurupá.
- Caserma e Arsenale di Belém, non più esistenti.[2]